# Cluster-Kopfschmerz
Der Cluster-Kopfschmerz (von englisch cluster ‚Gruppe‘, ‚Häufung‘) ist eine primäre Kopfschmerzerkrankung. Er äußert sich unter anderem durch einen streng einseitig und in Attacken auftretenden, extrem heftigen Schmerz im Bereich von Schläfe und Auge. Die Bezeichnung Cluster bezieht sich auf die häufig vorliegende Eigenart dieser Kopfschmerzform, periodisch stark gehäuft aufzutreten. Es können sich dann für Monate bis Jahre beschwerdefreie Intervalle anschließen.
Die Erkrankung ist auch unter den Bezeichnungen Bing-Horton-Neuralgie, Histaminkopfschmerz, Cluster headache (CH; englisch headache ‚Kopfschmerz‘), Suicide Headache und Erythroprosopalgie (altgriechisch ἐρυθρός ‚rot‘; πρόσωπον ‚Gesicht‘; ἄλγος ‚Schmerz‘) bekannt.

## Symptome
Die Attacken dauern meist zwischen 15 und 180 Minuten und treten unvermittelt vornehmlich aus dem Schlaf heraus auf. Der Schmerz ist bei 78 % der Patienten immer auf derselben Seite. Der Cluster-Kopfschmerz zeigt eine ausgeprägte Tagesrhythmik. Am häufigsten kommt es ein bis zwei Stunden nach dem Einschlafen, in den frühen Morgenstunden und nach der Mittagszeit zu Anfällen. Die Häufigkeit beträgt zwischen einer Attacke jeden zweiten Tag und acht Attacken täglich.
Der Schmerz wird als unerträglich, reißend, bohrend und manchmal als brennend beschrieben. Er tritt meist um das Auge herum auf, seltener im Bereich der Schläfen und des Hinterkopfes. Besonders typisch ist ein während der Kopfschmerzattacken bestehender Bewegungsdrang, körperliche Unruhe oder Agitiertheit. Patienten wandern während einer Cluster-Attacke oft umher oder schaukeln mit dem Oberkörper, während Patienten mit Migräne sich eher ins Bett zurückziehen. Ein Teil der Patienten berichtet über einen zwischen den Attacken bestehenden leichten Hintergrundschmerz.
Zusätzlich zum Schmerz tritt mindestens eines der nachfolgenden Begleitsymptome auf der schmerzenden Kopfseite auf:
1. gerötete Bindehaut des Auges (konjunktivale Injektion) und/oder ein tränendes Auge (Lakrimation)
2. laufende und/oder verstopfte Nase (nasale Rhinorrhoe und/oder Kongestion)
3. ein Lidödem
4. Schwitzen im Bereich der Stirn oder des Gesichtes
5. verengte Pupille (Miosis) und/oder ein hängendes Augenlid (Ptosis)

Auch Übelkeit, Licht- und Geräuschempfindlichkeit kommen regelmäßig vor. Ein Viertel der Patienten erlebt vor dem Anfall eine Aura, was die klinische Abgrenzung zur Migräne erschwert. Einseitige autonome Begleitsymptome sind zudem nicht spezifisch für den Cluster-Kopfschmerz und können auch bei Migräneattacken auftreten. Bei etwa 3 % bis 5 % der vom Cluster-Kopfschmerz Betroffenen treten keine autonomen Begleitsymptome auf.
Man unterscheidet den episodischen Cluster-Kopfschmerz (ECH) mit Remissionsphasen von einigen Monaten bis zu mehreren Jahren vom chronischen Cluster-Kopfschmerz (CCH) mit Remissionsphasen von höchstens drei Monaten. Die Definition der Dauer der Remissionsperioden für die Unterscheidung wurde mit der 3. Auflage der Internationalen Klassifikation der Kopfschmerzerkrankungen (IHS ICHD-III) im Januar 2018 von einem Monat auf drei Monate erhöht. Der episodische Cluster-Kopfschmerz ist mit etwa 80 % die häufigere Variante.
Ein symptomatischer Cluster-Kopfschmerz, auch sekundärer Cluster-Kopfschmerz genannt, zeigt die gleichen Symptome wie der primäre Cluster-Kopfschmerz, ist aber die Folge einer anderen Erkrankung. So können innerhalb des Schädels mittelliniennah liegende Raumforderungen wie z. B. Tumoren, Infarktareale oder entzündliche Plaques und Läsionen im Bereich des Hirnstammes, wie z. B. Angiome, Hypophysenadenome oder Aneurysmen, aber auch Infektionserkrankungen, symptomatische, dem Cluster-Kopfschmerz ähnliche, Attacken auslösen. Dieser symptomatische Cluster-Kopfschmerz ist oft nur schwer von der primären Form zu unterscheiden. Die zur Behandlung des primären Cluster-Kopfschmerzes verwendeten Medikamente Verapamil, Sauerstoff oder Sumatriptan zeigen auch bei symptomatischem Cluster-Kopfschmerz Wirksamkeit. Gegen die eigentlichen Ursachen des sekundären Cluster-Kopfschmerzes sind diese Medikamente aber ohne Wirkung.

## Stärke des Schmerzes
Der Schmerz während einer Cluster-Kopfschmerz-Attacke gehört neben der Trigeminusneuralgie zu den stärksten für den Menschen vorstellbaren Schmerzen. Er wird häufig auf einer Schmerzskala von 0 bis 10 mit der höchsten Stufe angegeben. Weibliche Patienten beschreiben einzelne Attacken als schlimmer als den Geburtsschmerz.

## Epidemiologie
Die Häufigkeit des Cluster-Kopfschmerzes liegt zwischen 0,1 % und 0,15 % der Bevölkerung. Männer sind im Verhältnis 4,3 zu 1 häufiger betroffen als Frauen. Vererbungsfaktoren sind bislang nicht bekannt, es wird jedoch eine familiäre Belastung von etwa zwei bis sieben Prozent angenommen. Die Erkrankung beginnt häufig im 28.–30. Lebensjahr, kann aber auch in jedem anderen Lebensjahr beginnen. Im Regelfall leiden bis zu 80 % der Patienten nach 15 Jahren noch immer an Cluster-Kopfschmerzepisoden. Allerdings verschwindet (remittiert) der Schmerz bei einigen Patienten in höherem Alter. Bei bis zu 12 % geht eine primär-episodische in eine chronische Verlaufsform über, seltener ist dies umgekehrt.

## Ursache
Die Ursachen des Cluster-Kopfschmerzes sind nicht geklärt. Eine Erweiterung oder Entzündung der Blutgefäße scheint nicht, wie früher vermutet, die Ursache für den Kopfschmerz zu sein, sondern dessen Folge. Anzeichen für eine Entzündung im Sinus cavernosus konnten in weiteren Untersuchungen nicht nachgewiesen werden. Bestimmte schmerzleitende Bahnen im Bereich des Nervus trigeminus werden durch noch unbekannte Einflüsse stimuliert. Die führt zu einer Kaskade von Veränderungen des Hirnstoffwechsels. Man vermutet, dass der „Motor“ der Erkrankung im Hypothalamus liegt. Diese „Schaltzentrale“ des Zwischenhirns steuert wichtige Regelkreise, beispielsweise den Schlaf-Wach-Rhythmus und den Blutdruck. Für eine Störung in diesen Regelkreisen sprechen die tageszeitlichen Verteilungsmuster der Schmerzattacken, die auffällige Häufigkeit von Episoden im Frühling und Herbst, sowie gehäuft auftretende Störungen von Hormonen, die den Tagesrhythmus steuern, beispielsweise dem Melatonin. Die Ergebnisse bildgebender Verfahren rücken eine Untereinheit des Hypothalamus, das hypothalamische Grau, in den Fokus aktueller wissenschaftlicher Untersuchungen.
| |  |  |
| Diese PET des Gehirns überlagert mit einer Kernspintomographie zeigt eine erhöhte Aktivität in der Schmerzmatrix und im Hypothalamus rechts     |  |  |
| |  |  |
| Diese Kernspintomographie mit eingezeichneter Morphometrie zeigt einen höheren Anteil an Grauer Substanz im Hypothalamus rechts (im Bild links) |  |  |

Die Positronen-Emissions-Tomographie (PET)-Darstellungen oben zeigen die funktionellen Daten, also die Bereiche, welche bei Schmerzen Aktivität aufweisen, im Vergleich zum Aussehen bei einem schmerzfreien Intervall. Man sieht die sog. Schmerzmatrix, die immer bei Schmerz aktiviert ist und das Areal in der Mitte (in allen drei Ebenen), welches spezifisch im Cluster-Kopfschmerz aktiviert ist. Die VBM Bilder unten zeigen die strukturellen Daten. Hier wird untersucht, ob die Gehirne von Cluster-Kopfschmerz-Patienten anders sind als die Gehirne von Menschen ohne Kopfschmerzen. Nur ein Areal ist anders, da es mehr Graue Substanz enthält: Dieses entspricht dem oben gezeigten funktionellen Areal. Es handelt sich um den Hypothalamus. Dort wird unter anderem der Schlaf-Wach-Rhythmus generiert. Man vermutet daher den Motor des Cluster-Kopfschmerzes im Hypothalamus. Mit der 1H-Magnetresonanzspektroskopie konnten auch biochemische Unterschiede zwischen dem Hypothalamus gesunder Menschen und dem Hypothalamus von Cluster-Kopfschmerz-Patienten nachgewiesen werden.
Nach Forschungsergebnissen aus dem Oktober 2014 wird aber angenommen, dass die Krankheit eher von einer Netzwerkstörung und nicht nur durch den Hypothalamus verursacht wird. Bei Patienten mit Cluster-Kopfschmerz wurden im Vergleich zu gesunden Individuen Veränderungen der grauen Substanz, in den Bereichen der Schmerzverarbeitung und darüber hinaus, identifiziert. Diese Veränderungen der grauen Substanz unterschieden sich signifikant bei chronischem und episodischem Cluster-Kopfschmerz sowie innerhalb und außerhalb der Episode. Ein Rückgang der grauen Substanz wurde vorwiegend bei chronischem Cluster-Kopfschmerz beobachtet, während episodischer Cluster-Kopfschmerz ein komplexeres und teilweise entgegengesetztes Muster zeigte. Diese Dynamik reflektiert wahrscheinlich die Anpassungsfähigkeit des Gehirns auf wechselnde Reize in Bezug auf kortikale Plastizität und könnte eine Erklärung für die unterschiedlichen Ergebnisse früherer VBM-Studien zu Schmerzen liefern.

## Diagnose
Die Diagnose erfolgt durch die Erhebung der Krankengeschichte und aufgrund der spezifischen Symptome. Diese sind in der IHS/ICHD-III Klassifikation (International Classification of Headache Disorders) Version 3.1 definiert. Spezielle Laboruntersuchungsmethoden stehen nicht zur Verfügung. Cluster-Kopfschmerz ist also eine Erkrankung, die nach Angaben des Patienten diagnostiziert wird. Bildgebende und andere Untersuchungsmethoden tragen nicht zur Diagnose bei, sondern können nur andere Erkrankungen ausschließen. Mit Hilfe der cranialen Computertomographie (CCT), der Kernspintomographie, der Dopplersonographie und der Elektroenzephalographie (EEG) können dann eventuell andere Ursachen für die Beschwerden, wie zum Beispiel Tumore, Hirnblutungen und Entzündungen festgestellt werden. Weiterhin ist differenzialdiagnostisch zwischen Cluster-Kopfschmerz und anderen Kopfschmerzformen wie Migräne, Spannungskopfschmerz, Trigeminusneuralgie, paroxysmaler Hemikranie (CPH) und Hemicrania continua zu unterscheiden. Elektrophysiologische, laborchemische und Liquoruntersuchungen helfen bei der Sicherung der Diagnose Cluster-Kopfschmerz diagnostisch meist nicht weiter.

## Auslöser für Cluster-Attacken
Die Attacken können durch bestimmte Faktoren ausgelöst werden. Die sind aber nicht die eigentliche Ursache der Erkrankung. Bekannte Trigger sind zum Beispiel Alkohol, Histamin und Glyceroltrinitrat. Patienten berichten zudem von Flackerlicht und grellem Licht. Lärm, Lebensmittelzusatzstoffe wie Glutamat, Kaliumnitrit und Natriumnitrit, aber auch Gerüche wie etwa Lösungsmittel, Benzin, Klebstoffe, Parfüm oder der Genuss von Käse, Tomaten, Schokolade und Zitrusfrüchten werden als Auslöser benannt. Weitere mögliche Auslöser: Hitze, Schlafen tagsüber, Störungen des zirkadianen Rhythmus, längere Einwirkung von Chemikalien, extreme Wutausbrüche oder Emotionen, länger andauernde körperliche Anstrengung, große Höhenänderungen und das Medikament Sildenafil. Auch das zur vorbeugenden Behandlung verwendete Medikament Lithium kann in Einzelfällen Attacken auslösen.
Die Wirkung der verschiedenen Auslösefaktoren ist bei den Patienten individuell sehr unterschiedlich. Einige Patienten reagieren auf keine der oben genannten Trigger.

## Therapie und Prophylaxe
Cluster-Kopfschmerz ist eine Erkrankung, die durch medizinische Maßnahmen nicht heilbar ist. Die Intensität der Schmerzattacken und die Attackenhäufigkeit können aber durch geeignete Behandlung häufig vermindert werden. Wie bei allen wiederkehrenden Kopfschmerzen ist das Führen eines Kopfschmerztagebuches sinnvoll. Dies erleichtert dem Arzt die Diagnostik, dient der Überwachung einer Therapie und kann helfen, Auslöser von Schmerzattacken zu identifizieren.

### Akutbehandlung

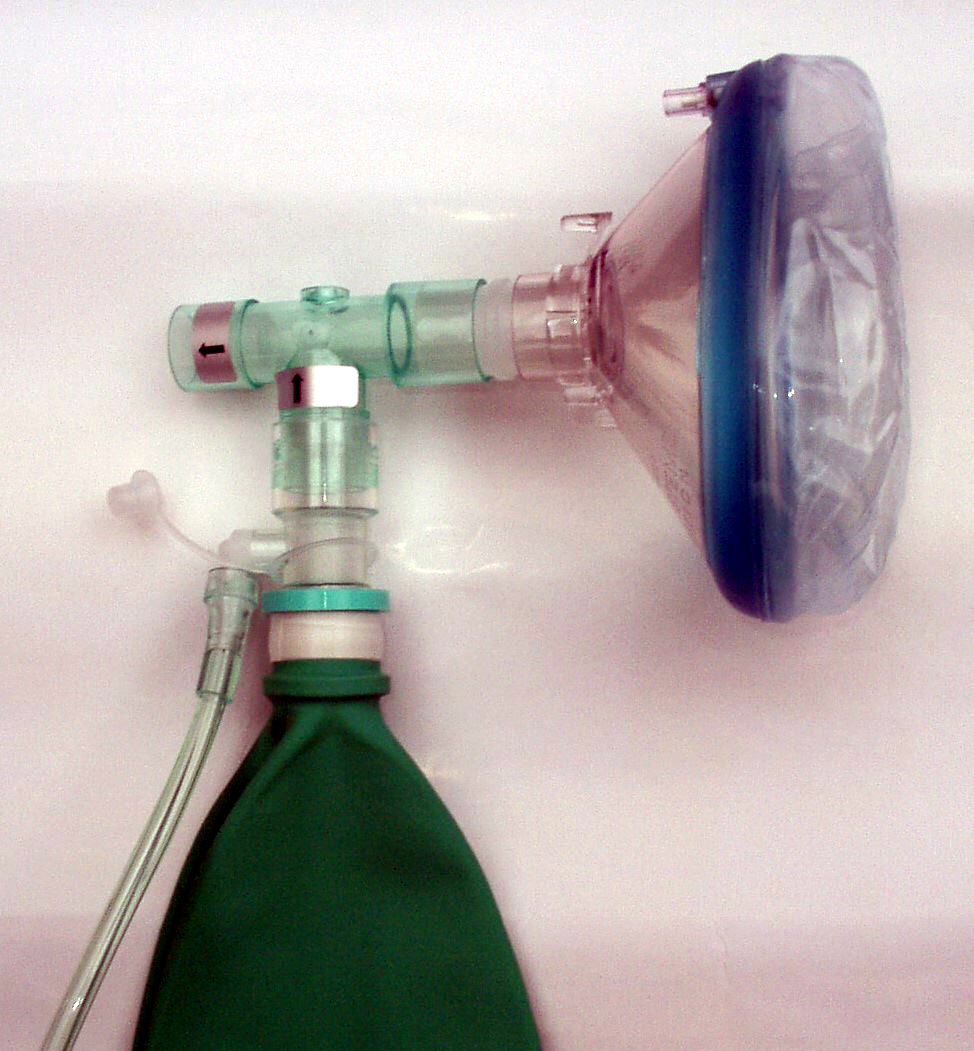
Hochkonzentrationsmaske

1. Inhalation von 100 % medizinischem Sauerstoff über eine Hochkonzentrationsmaske (Non-Rebreather-Maske) mit Reservoirbeutel und Rückschlagventilen.[39] Andere Atemmasken haben einen schlechteren Wirkungsgrad. Die erforderliche Durchflussrate liegt zwischen 7 und 15 l/min, über eine Dauer von 15 bis 20 Minuten.[2] Sauerstoffbrillen sind nicht geeignet, da die Betroffenen während der Attacken meist nicht durch die Nase atmen können. Zudem kann mit Sauerstoffbrillen nicht die erforderliche Durchflussrate erreicht werden. Sauerstoffkonzentratoren sind ebenfalls ungeeignet, da diese nur eine maximale Durchflussrate von 5,5 l/min. erreichen. Zur Behandlung geeigneter medizinischer Sauerstoff ist in Druckgasflaschen (Sauerstoffflaschen) erhältlich.
2. Triptane: Sumatriptan subkutan und Zolmitriptan nasal sind zur Akutbehandlung von Cluster-Kopfschmerzen zugelassen.
3. Sumatriptan Nasenspray wird von der Deutschen Gesellschaft für Neurologie als „Mittel der zweiten Wahl“ empfohlen, ebenso die intranasale Zufuhr von vier- bis zehnprozentigen Lidocain-Nasentropfen.[2]

Die Inhalation von reinem Sauerstoff mit einer Durchflussrate von 12 Litern pro Minute und der Verwendung einer Hochkonzentrationsmaske (Non-Rebreather-Maske) beendet in 78 % der Fälle eine Cluster-Kopfschmerzattacke innerhalb von 15 Minuten und ist nebenwirkungsfrei. Die Anwendung von Lidocain hilft nur einem Teil der Patienten und denen auch nicht in jeder Schmerz-Attacke. Octreotid kann zur Behandlung von Cluster-Kopfschmerz-Attacken verwendet werden, wenn andere Medikamente ineffizient oder kontraindiziert sind.
Für die seit 2011 praktizierte SPG-Stimulation wird über einen Einschnitt im Zahnfleisch ein Neurostimulator am Ganglion pterygopalatinum (Ganglion sphenopalatinum) eingesetzt. Das Gerät wird bei der Operation mit zwei Knochenschrauben am Oberkiefer befestigt und die Elektrodenspitze wird am Ganglion pterygopalatinum hinter dem Wangenknochen platziert. Sobald eine Cluster-Kopfschmerz-Attacke auftritt, stimuliert der Patient das Implantat induktiv über ein Steuergerät, das er von außen an die Wange hält. Die Abkürzung SPG steht für (engl.) sphenopalatine ganglion. In einer multizentrischen, randomisierten Studie konnte nur bei einem geringen Anteil der 28 Studienteilnehmer der primäre Endpunkt der Studie, die Schmerzlinderung der Attacken in weniger als 15 Minuten, erreicht werden. Nur sieben der 28 Teilnehmer erreichten eine Schmerzlinderung in weniger als 15 Minuten bei mehr als 50 % der behandelten Attacken. In fünf Fällen seien schwere Nebenwirkungen eingetreten und die meisten Patienten (81 %) erlebten einen vorübergehenden leichten oder mäßigen Verlust der Empfindung in verschiedenen Nervus-maxillaris-Regionen. 65 % der unerwünschten Ereignisse seien innerhalb von drei Monaten aufgelöst gewesen.

### Vorbeugende Behandlung
Bei chronischem und bei episodischem Cluster-Kopfschmerz ist das vorbeugende Mittel der ersten Wahl die verschreibungspflichtige Substanz Verapamil. Vor der ersten Anwendung, bei Dosissteigerung und bei hohen Dosierungen, sind Kontrollen der Herztätigkeit (EKG) erforderlich. Das Medikament ist auf Dauer gut verträglich. Die Wirkung tritt jedoch bei schrittweiser Dosissteigerung erst nach zwei bis drei Wochen ein. Wegen der gleichmäßigeren Wirkstoffabgabe sollte die retardierte Form des Medikamentes bevorzugt werden. Wirksam sind sowohl die retardierte als auch die normale Form des Medikamentes. Es gibt dazu keine direkten Vergleichsstudien.
Corticosteroide, Ergotamin oder lange wirksame Triptane wie Naratriptan und Frovatriptan können in der Kurzprophylaxe, bis eine andere vorbeugende Therapie greift, oder bei kurzen Episoden eingesetzt werden. Corticosteroide sollten wegen ihrer Nebenwirkungen nicht dauerhaft eingenommen werden (< 4 Wochen), sondern als überbrückende Therapie bis zum Wirkungseintritt von Verapamil. Wegen möglicher Wechselwirkungen dürfen während einer vorbeugenden Behandlung mit Ergotamin oder mit lange wirksamen Triptanen keine anderen Triptane zur Akutbehandlung verwendet werden.
| Mittel der ersten Wahl                     |
| Verapamil bis 960 mg, EKG Kontrolle        |
| Corticosteroide 100 mg evtl. höher dosiert |
| Mittel der zweiten Wahl                    |
| Lithium nach Spiegel                       |
| Topiramat 100–200 mg                       |

Die Lithiumsalze Lithiumacetat und Lithiumcarbonat sind in Deutschland die einzigen zur vorbeugenden Behandlung von Cluster-Kopfschmerz nach dem Arzneimittelrecht zugelassenen Medikamente. Die Lithiumtherapie ist aufgrund der möglichen Nebenwirkungen die vorbeugende Behandlung der zweiten Wahl bei Cluster-Kopfschmerz. Wenn Verapamil und Lithiumsalze versagen, kann ein Versuch mit den ebenfalls verschreibungspflichtigen Substanzen Topiramat, Pizotifen, Melatonin oder Valproinsäure unternommen werden. Wenn eine Substanz allein nicht wirkt, kann unter ärztlicher Kontrolle eine Kombination ausprobiert werden.
Den meisten Patienten kann mit den obigen Medikamenten entsprechend der Leitlinie der Deutschen Gesellschaft für Neurologie geholfen werden. Weitere mögliche Medikamente enthält die US-Leitlinie zur Behandlung von Cluster-Kopfschmerz. Die aktuelle Forschung und klinische Praxis entdecken gelegentlich weitere Mittel, die eine Wirkung gegen Cluster-Kopfschmerz haben. Die Verwendung von Gabapentin als zusätzliches Medikament zeigte in einer kleinen Studie einen gewissen Erfolg. Ebenfalls erfolgreich war die vorbeugende Behandlung von fünf Cluster-Kopfschmerz-Patienten mit der nur dreimaligen oralen Einnahme des nicht halluzinogenen 2-Bromo-LSDs innerhalb von zehn Tagen.
In einigen Fällen ist die unspezifische Blockade des Nervus occipitalis major (großer Hinterhauptnerv) mit einem Lokalanästhetikum und Corticosteroiden erfolgreich und daher auf jeden Fall vor einer operativen Therapie zu versuchen. Ebenfalls nichtinvasiv ist die endoskopische Blockade des Ganglion pterygopalatinum mittels Lokalanästhetikums und Corticosteroiden.
Erst nach Versagen aller medikamentösen Maßnahmen sind in absoluten Ausnahmefällen operative Verfahren zu erwägen. Deren Risiken überwiegen jedoch oft den Nutzen. Abgeraten wird bei Cluster-Kopfschmerz von der, aus der Behandlung der Trigeminusneuralgie bekannten, Bestrahlung der Eintrittszone des Nervus trigeminus (Gamma-Knife). Ein neues, noch experimentelles vorbeugendes Verfahren ist die okzipitale Nervenstimulation mittels im Nackenbereich implantierter Elektroden. Ein weiteres, noch experimentelles vorbeugendes Verfahren ist die Tiefenhirnstimulation. Dabei werden mittels fest implantierter elektrischer Sonden im Hypothalamus die gestörten Strukturen beeinflusst. In der Therapie des Morbus Parkinson (Schüttellähmung) seit einigen Jahren etabliert, ist dieses Verfahren eine Option für an der chronischen Verlaufsform erkrankte Patienten, denen nicht anders geholfen werden kann.

### Behandlung bei Kindern und Heranwachsenden
In Analogie zu Erwachsenen wird für Kinder und für Heranwachsende mit Cluster-Kopfschmerz eine Akuttherapie mit Sauerstoffinhalation oder mit subkutanen oder nasalen Triptanen empfohlen. Zur Prophylaxe werden Verapamil oral oder eine Cortisonstoßbehandlung empfohlen. Sumatriptan (10 mg) und Zolmitriptan Nasalspray sind zur Akutbehandlung bei Heranwachsenden ab 12 Jahren zugelassen.

### Komplementär- und Alternativmedizin
Eine Selbstbehandlung ist bei Cluster-Kopfschmerz nicht sinnvoll, da die Medikamente verschreibungspflichtig sind und auf individuelle Bedürfnisse zugeschnitten sein müssen. Für die folgenden Mittel gibt es keine oder nur kleine, vorläufige Klinische Studien über deren Wirksamkeit gegen Cluster-Kopfschmerz.
Patienten berichten unter anderem von positiven Wirkungen durch:
- Ernährungsumstellung auf eine purin- und/oder histaminreduzierte Diät
- Umstellung auf ketogene Ernährung[62][63]
- Trinken von viel Wasser
- Einnahme von Vitamin-B- und/oder von Vitamin-D3-Präparaten[64]
- Einnahme von Mineralstoffen wie z. B. Magnesium
- Trinken von Energydrinks zur Attackenkupierung
- Einnahme von Taurinpräparaten
- Einnahme von Melatonin[65][66]
- Einnahme von Minocyclin
- Einnahme von Extrakten oder Tee aus der Pflanze Kudzu[67]
- Einnahme von Psychedelika wie Psilocybin, LSA oder LSD.[68][69][70]

### Unwirksame Behandlung
Übliche Analgetika, seien es Opioidanalgetika wie z. B. Morphin, Tramadol, Fentanyl oder Nichtopioid-Analgetika wie z. B. Acetylsalicylsäure, Diclofenac, Ibuprofen, Metamizol oder Paracetamol, sind in der Therapie der akuten Schmerzattacke wirkungslos. Da Cluster-Kopfschmerz-Attacken nach dreißig bis sechzig Minuten spontan abklingen können, wird irrtümlicherweise angenommen, dass dieses Abklingen durch die Anwendung eines Analgetikums erzielt wird. Ohne Wirksamkeit sind auch Carbamazepin, Phenytoin, Betablocker, Antidepressiva, MAO-Hemmer, Antihistaminika, Biofeedback, Akupunktur, Neuraltherapie, Lokalanästhetika, physikalische Therapie, operative Maßnahmen und jegliche Form der Psychotherapie.

### Neue Entwicklungen
In einer Phase-II-Studie zur vorbeugenden Behandlung bei episodischem Cluster-Kopfschmerz wurde Galcanezumab als humanisierter monoklonaler Antikörper eingesetzt, der ein selektiver Inhibitor des CGRP (‘‘calcitonin gene-related peptide‘‘) ist. In dieser doppelblinden randomisierten Studie wurden im Abstand von vier Wochen zweimal 300 mg Galcanezumab oder Placebo subkutan bei Patienten mit mindestens einer Kopfschmerzepisode alle zwei Tage seit mindestens sechs Wochen injiziert. Dadurch reduzierte sich die wöchentliche Anzahl von Kopfschmerzattacken in den ersten drei Wochen um mittlere 8,7 Attacken (gegen 5,2 in der Placebogruppe) und 71 % (gegen 53 %) hatten nach drei Wochen eine um mindestens die Hälfte reduzierte Häufigkeit von Kopfschmerzattacken. Schwere unerwünschte Wirkungen traten nicht auf, aber 8 % der Patienten mit Galcanezumab beklagten Schmerzen an der Injektionsstelle. Da durch die Blut-Hirn-Schranke Galcanezumab im Liquor nur eine Konzentration von 0,1 % der Plasmakonzentration aufweist, deutet dies auf eine periphere Wirkung außerhalb des Zentralnervensystems hin, wie z. B. am Trigeminus-Ganglion.

## Geschichte
Die griechische und römische Literatur der Antike erwähnt verschiedene Kopfschmerzerkrankungen, enthält aber keine konkreten Hinweise auf Patienten mit einem Cluster-Kopfschmerz. Der niederländische Arzt Nicolaes Tulp beschrieb in den 1641 erstmals veröffentlichten „Observationes Medicae“ zwei verschiedene Arten von wiederkehrenden Kopfschmerzen: Die Migräne und vermutlich den Cluster-Kopfschmerz:

„Zu Beginn der Sommersaison litt [er] unter sehr starken Kopfschmerzen, die täglich zu festen Zeiten auftraten und verschwanden, mit einer solchen Intensität, dass er mir oft versicherte, dass er den Schmerz nicht mehr ertragen konnte oder er in Kürze erliegen würde. Selten dauerte es länger als zwei Stunden. Und den Rest des Tages gab es kein Fieber, keine Unwohlsein über den Urin, keine Gebrechen des Pulses. Aber dieser wiederkehrende Schmerz dauerte bis zum vierzehnten Tag [...] Er bat die Natur um Hilfe, [...] und verlor eine große Menge Flüssigkeit aus der Nase [... und] wurde in kurzer Zeit gelindert [...]“

Vermutlich beschrieb auch Thomas Willis 1672 neben der Migräne die Erkrankung Cluster-Kopfschmerz.
Gerard van Swieten, der Leibarzt der Maria Theresia von Österreich und Gründer der medizinischen Wiener Schule, dokumentierte 1745 einen Fall von episodisch auftretendem Kopfschmerz. Diese Beschreibung erfüllt die Diagnosekriterien der International Headache Society (IHS-ICHD-III Klassifikation 3.1) für das Vorliegen eines Cluster-Kopfschmerz:

“A healthy robust man of middle age [was suffering from] troublesome pain which came on every day at the same hour at the same spot above the orbit of the left eye, where the nerve emerges from the opening of the frontal bone; after a short time the left eye began to redden, and to overflow with tears; then he felt as if his eye was slowly forced out of its orbit with so much pain, that he nearly went mad. After a few hours all these evils ceased, and nothing in the eye appeared at all changed.”

„Ein gesunder, robuster Mann mittleren Alters [litt unter] lästigen Schmerzen, die jeden Tag zur gleichen Stunde an der gleichen Stelle über der Umlaufbahn des linken Auges auftraf, wo der Nerv aus der Öffnung des Frontknochens auftaucht; nach kurzer Zeit begann sich das linke Auge zu röten und vor Tränen zu überlaufen; dann fühlte er sich, als ob sein Auge langsam mit so viel Schmerz aus seiner Umlaufbahn gedrängt wurde, dass er fast verrückt wurde. Nach ein paar Stunden hörten all diese Übel auf, und nichts im Auge schien sich zu ändern.“

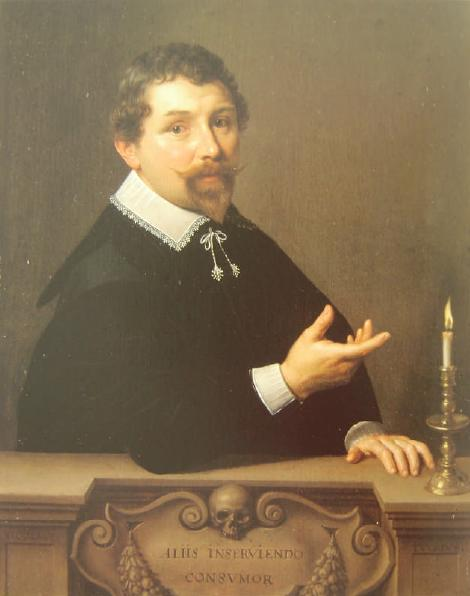
Nicolaes Tulp (1593–1674)
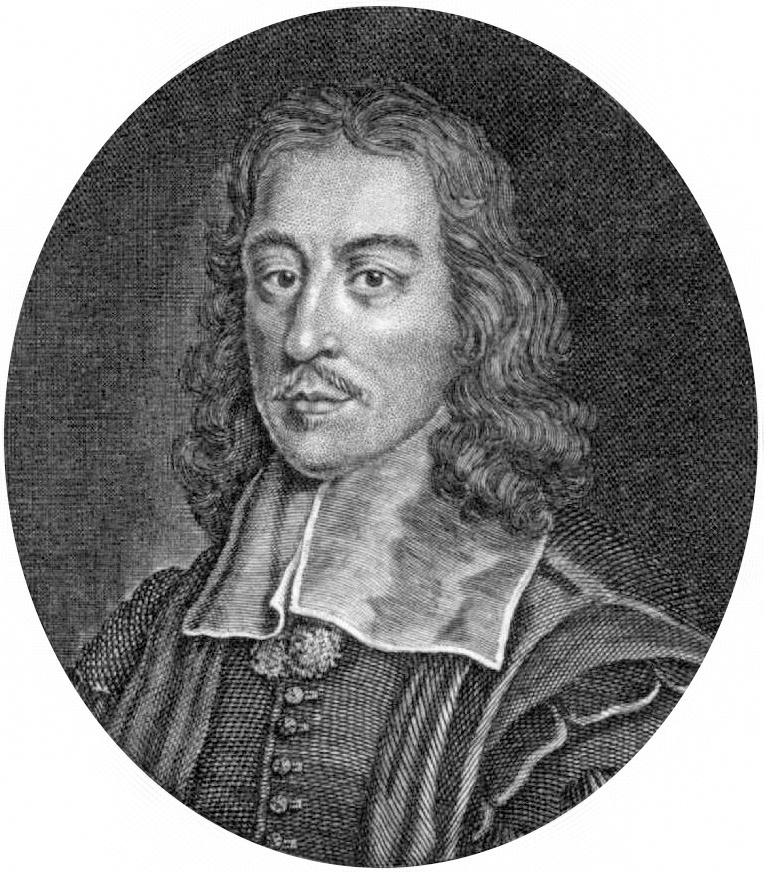
Thomas Willis (1621–1675)
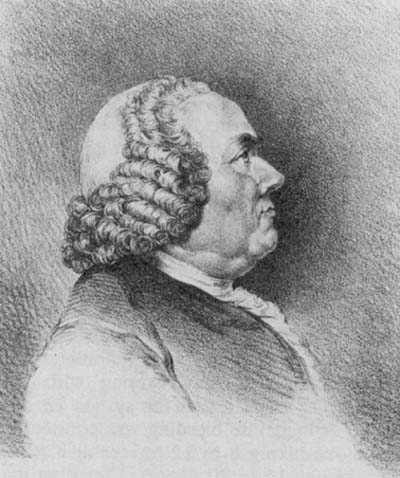
Gerard van Swieten (1700–1772)

1840 beschrieb Moritz Heinrich Romberg die Ziliare Neuralgie als wiederkehrenden Schmerz im Auge mit geröteter Bindehaut und Pupillenverengung. Die Sluder-Neuralgie, benannt nach dem US-amerikanischen HNO-Arzt Greenfield Sluder (1865–1928), ist ein 1908 vorgeschlagenes, mittlerweile umstrittenes Erklärungsmodell für bestimmte Gesichtsneuralgien. Sluder glaubte, dass das Ganglion pterygopalatinum (früher als Ganglion sphenopalatinum bezeichnet) eine reflektorische Reizung der unmittelbar benachbarten Äste des Nervus trigeminus vermittelt. Dieses Ganglion ist ein parasympathischer Nervenknoten unter der Schädelbasis hinter dem Gaumen. Er behandelte Trigeminusneuralgien, indem er Alkohol in dieses Ganglion injizierte. In der aktuellen Literatur wird die Sluder-Neuralgie als Erscheinungsform des Cluster-Kopfschmerzes gesehen.
1926 bildete der Londoner Neurologe Wilfred Harris (1869–1960) die erste komplette Beschreibung des Cluster-Kopfschmerz und nannte diese periodische migränöse Neuralgie. 1936 bezeichnete er die gleiche Erkrankung als Ziliare (migranöse) Neuralgie. Harris war wahrscheinlich der Erste, der das „Cluster“-Phänomen korrekt erkannte. Er behandelte Patienten teilweise erfolgreich durch Injektion von Alkohol in das Ganglion Gasseri. Dieses ist Teil des Nervus trigeminus. 1937 berichtet er ebenfalls, dass die subkutane Injektion von Ergotamintartrat die Schmerzattacken schnellstens beendet.
Die Vidianusneuralgie (siehe Nervus canalis pterygoidei) wurde von Vail 1932 definiert als wiederkehrender, einseitiger starker Schmerz an Nase, Auge, Gesicht, Nacken und Schulter in wiederkehrenden Episoden.

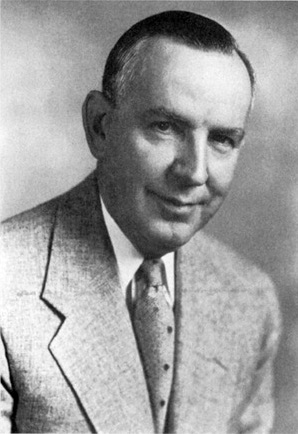
Bayard T. Horton (1895–1980)

Die vielfachen Neubeschreibungen und Neuentdeckungen des Cluster-Kopfschmerzes resultierten in einer Vielzahl von Synonymen und von Verwechslungen mit anderen Erkrankungen, die mit Cluster-Kopfschmerz keinen Zusammenhang haben. Früher verwendete Begriffe nach der IHS-ICHD-III Klassifikation: Ziliare Neuralgie, Erythromelalgie des Kopfes, Bing-Erythroprosopalgie, Hemicrania angioparalytica, Hemicrania periodica neuralgiformis, Histaminkopfschmerz, Horton-Syndrom, Harris-Horton-Syndrom, migränöse Neuralgie nach Harris, Petrosusneuralgie nach Gardner, Sluder-Neuralgie, Neuralgie des Ganglion sphenopalatinum und Vidianusneuralgie. Die Bezeichnung „Bing-Horton-Syndrom“ findet sich in der Internationalen Klassifikation der Krankheiten (ICD-10) G44.0 Cluster-Kopfschmerz. Die gelegentlich verwendeten Begriffe „Selbstmord-Kopfschmerz“ oder „Suizid-Kopfschmerz“ lassen sich nicht durch eine überdurchschnittliche Anzahl begangener Selbstmorde belegen.

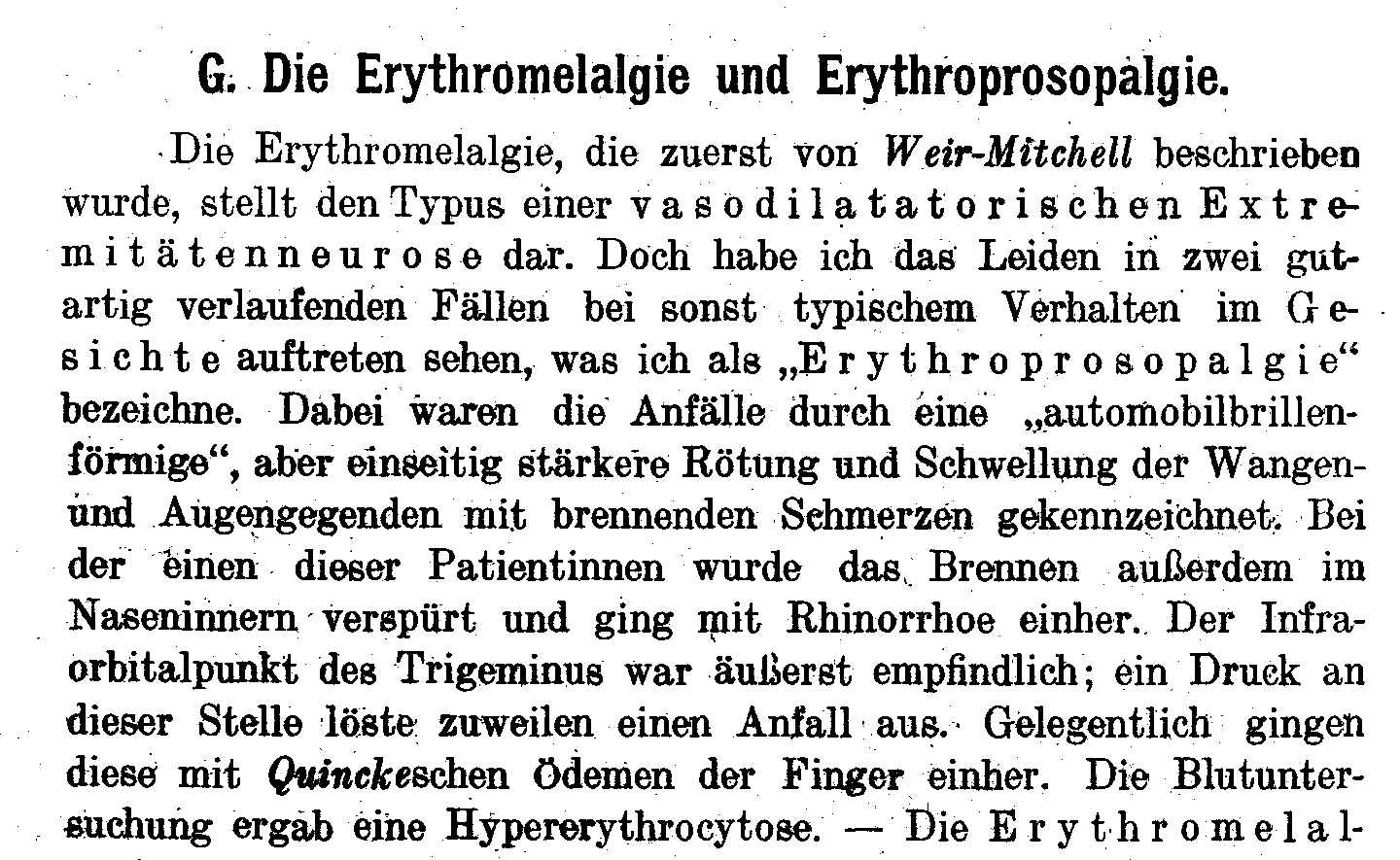
Erythroprosopalgie
Robert Bing 1913

Erst nach der detaillierten Beschreibung der Erkrankung durch Bayard Taylor Horton (1895–1980) und durch den Basler Neurologen Robert Bing (1878–1956) erlangte die Erkrankung in der Mitte des 20. Jahrhunderts unter den Namen Histaminkopfschmerz und später Bing-Horton-Syndrom einen breiteren Bekanntheitsgrad.

“Our patients were disabled by the disorder and suffered from bouts of pain from two to twenty times a week. They had found no relief from the usual methods of treatment. Their pain was so severe that several of them had to be constantly watched for fear of suicide. Most of them were willing to submit to any operation which might bring relief.”

„Unsere Patienten waren durch die Störung behindert und litten zwei- bis zwanzigmal pro Woche an Schmerzanfällen. Sie hatten keine Erleichterung von den üblichen Behandlungsmethoden gefunden. Ihre Schmerzen waren so stark, dass mehrere von ihnen ständig aus Angst vor Selbstmord beobachtet werden mussten. Die meisten von ihnen waren bereit, sich jeder Operation zu unterwerfen, die Erleichterung bringen könnte.“

1947 beschrieb Ekbom das periodische Auftreten der Attacken. Der Begriff „cluster headache“ wurde erstmals 1952 von Kunkle verwendet. 1962 wurde der Cluster-Kopfschmerz in die Klassifikation der Kopfschmerzerkrankungen des Ad Hoc Committees der International Headache Society (IHS) aufgenommen.